# 滁和鳳泗道
滁和鳳泗道，清朝地方行政区划中的道。

## 沿革
清朝顺治年间，设有滁和凤泗道。顺治七年（1650年），裁滁和凤泗道。